# 謝爾比 (紐約州)
謝爾比（英語：Shelby）是一個位於美國紐約州奧爾良縣的鎮。

## 人口
根據2020年美國人口普查的數據，謝爾比的面積為121.03平方千米，當中陸地面積為120.15平方千米，而水域面積為0.88平方千米。當地共有人口4907人，而人口密度為每平方千米41人。